# Bezzia gressitti
Bezzia gressitti är en tvåvingeart som beskrevs av Tokunaga 1966. Bezzia gressitti ingår i släktet Bezzia och familjen svidknott. Inga underarter finns listade i Catalogue of Life.